# Magnolia decidua
Magnolia decidua este o specie de plante din genul Magnolia, familia Magnoliaceae. A fost descrisă pentru prima dată de Q.Y.Zheng, și a primit numele actual de la Venkatachalam Sampath Kumar. Conform Catalogue of Life specia Magnolia decidua nu are subspecii cunoscute.